# 高知県道・愛媛県道106号十和吉野線
高知県道・愛媛県道106号十和吉野線（こうちけんどう・えひめけんどう106ごう とおわよしのせん）は、高知県高岡郡四万十町から愛媛県北宇和郡松野町に至る一般県道である。

## 概要
高知県高岡郡四万十町十川から愛媛県北宇和郡松野町大字蕨生に至る。

### 路線データ
- 起点：高知県高岡郡四万十町十川（国道381号交点）
- 終点：愛媛県北宇和郡松野町大字蕨生（国道381号交点）
- 未開通区間：高知県高岡郡四万十町地吉 - 愛媛県北宇和郡松野町大字奥野川

## 地理

### 通過する自治体
- 高知県
  - 高岡郡四万十町 - 四万十市[注釈 1]
- 愛媛県
  - 北宇和郡松野町

### 交差する道路
| 交差する道路             | 都道府県名 | 市町村名 | 市町村名 | 交差する場所 | 交差する場所 |
| ------------------------ | ---------- | -------- | -------- | ------------ | ------------ |
| 国道381号                | 高知県     | 高岡郡   | 四万十町 | 十川         | 起点         |
| 未開通区間               |            |          |          |              |              |
| 国道381号 国道441号 重複 | 愛媛県     | 北宇和郡 | 松野町   | 大字蕨生     | 終点         |

### 交差する鉄道
- 予土線

### 沿線
- 四万十川
- 四万十町立十川中学校
- 四万十町立十川小学校
- JR四国予土線 真土駅（終点付近）